# Fuciliere (cacciatorpediniere 1937)
Il Fuciliere è stato un cacciatorpediniere della Regia Marina.

## Caratteristiche tecniche

### Propulsione
L'apparato motore, molto potente, era costituito da due gruppi turboriduttori tipo Belluzzo/Parsons alimentate da tre caldaie a tubi d'acqua tipo Yarrow, che scaricava la propria potenza su due eliche; sviluppava una potenza di 49000 cavalli e consentiva alla nave di raggiungere la velocità molto elevata di quasi 39 nodi, ma non aveva per contro un'elevata autonomia.

### Armamento
L'armamento principale era costituito da quattro cannoni Ansaldo da 120/50 mm, in due torrette binate, che, a partire dagli anni trenta, ha equipaggiato tutte le classi di cacciatorpediniere costruiti per la Regia Marina.
L'armamento antiaereo era costituito da otto mitragliere da 20/65 mm Mod. 1935, in quattro impianti binati, ed era inoltre presente un obice illuminante.
L'armamento antisommergibile era costituito da sei tubi lanciasiluri da 533 mm in due impianti tripli, da due lanciabombe laterali, bombe di profondità e mine.

## Storia

### Il servizio durante la seconda guerra mondiale
All'inizio della seconda guerra mondiale faceva parte della XIII Squadriglia Cacciatorpediniere, che formava insieme ai gemelli Bersagliere, Granatiere ed Alpino.
Il 7 luglio 1940, alle 12.35, lasciò Palermo insieme alle unità sezionarie ed alla VII Divisione incrociatori (Eugenio di Savoia, Duca d’Aosta, Attendolo e Montecuccoli), congiungendosi poi con il resto della II Squadra Navale (incrociatore pesante Pola, Divisioni incrociatori I, II e III per un totale di 7 unità e squadriglie cacciatorpediniere IX, X, XI e XII) che, dopo aver funto da forza di appoggio ad un'operazione di convogliamento per la Libia, si unì alla I Squadra e partecipò alla battaglia di Punta Stilo del 9 luglio; tuttavia la VII Divisione (e con essa la XIII Squadriglia) si congiunse in ritardo con il resto della formazione italiana, a scontro già in corso, avendo così un ruolo solo marginale nella battaglia.
In seguito alla Notte di Taranto dell'11 novembre-12 novembre 1940, in cui le corazzate Duilio Conte di Cavour e Littorio vennero gravemente danneggiate, la X e XIII Squadriglia vennero trasferite a Napoli per la scorta delle navi da battaglia Doria e Vittorio Veneto e Cesare uscite indenni dall'attacco inglese alla base di Taranto.
Intorno a mezzogiorno del 27 novembre salpò da Napoli insieme alle corazzate Giulio Cesare e Vittorio Veneto, al resto della XIII Squadriglia ed alla VII Squadriglia cacciatorpediniere (Freccia, Dardo, Saetta), prendendo poi parte all'inconclusiva battaglia di capo Teulada.
L'8 febbraio 1941 salpò da La Spezia insieme alle altre unità della XIII Squadriglia, alla X Squadriglia (Maestrale, Grecale, Libeccio, Scirocco) ed alle corazzate Vittorio Veneto, Cesare e Doria per intercettare la formazione britannica diretta a Genova per bombardare tale città; l'indomani la squadra italiana si congiunse alla III Divisione incrociatori (Trento, Trieste, Bolzano) che con i cacciatorpediniere Carabiniere e Corazziere era partita da Messina, ma non riuscì né ad impedire il bombardamento, né ad individuare le navi inglesi.
Nella mattina del 27 marzo rimpiazzò, con il resto della XIII Squadriglia, la X Squadriglia (Maestrale, Grecale, Libeccio, Scirocco) nella scorta della corazzata Vittorio Veneto, che con varie altre unità – Divisioni incrociatori I (Zara, Pola, Fiume), III (Trento, Trieste, Bolzano) e VIII (Garibaldi e Duca degli Abruzzi), Squadriglie cacciatorpediniere IX (Alfieri, Oriani, Gioberti, Carducci), XVI (da Recco, Pessagno), XII (Corazziere, Carabiniere, Ascari) – destinata a partecipare all'operazione «Gaudo», poi sfociata nella disastrosa battaglia di Capo Matapan, conclusasi con la perdita di tutta la I Divisione e dei cacciatorpediniere Alfieri e Carducci. Durante tale battaglia le navi della XIII Squadriglia scortarono la Vittorio Veneto, danneggiata da un aerosilurante, difendendola con il proprio fuoco contraereo.
L'11 maggio parte della scorta indiretta, insieme agli incrociatori leggeri Bande Nere, Cadorna, Duca degli Abruzzi e Garibaldi ed ai cacciatorpediniere Bersagliere, Alpino, Scirocco, Maestrale, da Recco, Pancaldo, Pessagno ed Usodimare, a un convoglio formato dai mercantili Preussen, Wachtfels, Ernesto, Tembien, Giulia e Col di Lana e che fruiva della scorta diretta dei cacciatorpediniere Dardo, Aviere, Geniere, Grecale e Camicia Nera: salpate da Napoli, le navi giunsero a Tripoli il 14.
Il 3 giugno prese il mare da Palermo per far parte, insieme a Granatiere, Alpino e Bersagliere ed agli incrociatori Duca degli Abruzzi e Garibaldi, della scorta indiretta del convoglio «Aquitania» (mercantili Aquitania, Caffaro, Nirvo, Montello, Beatrice Costa e la nave cisterna Pozarica, in rotta Napoli-Tripoli con la scorta dei cacciatorpediniere Dardo, Aviere, Geniere e Camicia Nera e della torpediniera Missori); il 4 giugno, mentre le navi si trovavano ad una ventina di miglia dalle isole Kerkennah, furono attaccate da aerei che colpirono il Montello, che esplose senza lasciare superstiti, e la Beatrice Costa, che, irrimediabilmente danneggiata, dovette essere abbandonata ed affondata dal Camicia Nera.
Il 14 luglio scortò da Tripoli a Napoli, insieme ai cacciatorpediniere Malocello ed Alpino ed alle torpediniere Orsa, Procione e Pegaso, i trasporti Rialto, Andrea Gritti, Sebastiano Venier, Barbarigo ed Ankara: il sommergibile britannico P 33 silurò ed affondò il Barbarigo in posizione 36°27' N e 11°54' E, venendo poi gravemente danneggiato dalla reazione della scorta, mentre il resto del convoglio giunse a Napoli il 16.
Il 21 luglio salpò da Palermo di scorta alla nave cisterna Brarena (scorta poi rinforzata dal cacciatorpediniere Folgore) per aggregarsi alla scorta di un convoglio – piroscafi Maddalena Odero, Nicolò Odero, Caffaro e Preussen scortati dai cacciatorpediniere Folgore, Euro, Saetta e Fulmine, cui poi si aggiunsero l’Alpino e la torpediniera Pallade (quest'ultima proveniente da Tripoli) – diretto a Tripoli, ma il 22 il convoglio fu assalito da aerosiluranti Swordifsh dell'830° Squadron che affondarono il Preussen e la Brarena.
Il 24 settembre, inquadrato lasciò Napoli insieme al resto della XIII Squadriglia (Granatiere e Bersagliere cui era stato temporaneamente aggregato un altro cacciatorpediniere, il Gioberti), alle corazzate Vittorio Veneto e Littorio ed alla XIV Squadriglia Cacciatorpediniere (Folgore, Da Recco, Pessagno) per intercettare un convoglio britannico, ma non vi riuscì.
L'8 ottobre, alle 22.20, salpò da Napoli per scortare in Libia, insieme a Granatiere, Alpino e Bersagliere (sui poi si aggiunse la vecchia torpediniera Cascino proveniente da Trapani), il convoglio «Giulia», composto dalla nave cisterna Proserpina e dai trasporti Giulia, Bainsizza, Nirvo, Zena e Casaregis; il Bainsizza ed il Nirvo, colti da avarie, dovettero però riparare a Trapani mentre il 12 ottobre, alle 22.25, aerosiluranti inglesi dell'830° Squadron attaccarono il convoglio ed affondarono lo Zena ed il Casaregis (rispettivamente in 34°52' N e 12°22' E e 34°10' N e 12°38' E): il convoglio «Giulia» fu il primo convoglio a cadere vittima delle decrittazioni operate dall'organizzazione Ultra.
Nella mattinata dell'8 novembre 1941 il Fuciliere salpò da Messina insieme alla III Divisione (Trento e Trieste) e a Granatiere, Alpino e Bersagliere per fungere da scorta indiretta del convoglio «Duisburg»: tale convoglio, formato dai trasporti Duisburg, San Marco, Sagitta, Maria, Rina Corrado, Conte di Misurata e Minatitlan (con a bordo in tutto 34.473 t di rifornimenti, 389 automezzi, 243 uomini) era diretto a Tripoli con la scorta dei cacciatorpediniere Maestrale, Grecale, Libeccio, Fulmine, Euro ed Alfredo Oriani. Nella notte successiva il convoglio fu attaccato e distrutto dalla "Force K" britannica (incrociatori leggeri Aurora e Penelope e cacciatorpediniere Lance e Lively): vennero affondati tutti i mercantili e il Fulmine, mentre il Grecale riportò gravi danni. L’Alpino non ebbe alcuna parte nel combattimento e, al termine di questo, non poté che partecipare, assieme a Maestrale, Oriani, Euro, Bersagliere ed Alpino, al salvataggio dei 704 superstiti.
Il 21 novembre 1941 uscì in mare per scortare a Messina, insieme all'incrociatore leggero Garibaldi, ai cacciatorpediniere Vivaldi, da Noli, Granatiere, Alpino, Corazziere e Carabiniere ed alla torpediniera Perseo, l'incrociatore leggero Duca degli Abruzzi, gravemente danneggiato da aerosiluranti durante una missione di scorta indiretta a due convogli per la Libia.
Il 16 dicembre fece parte, insieme alle corazzate Andrea Doria, Giulio Cesare e Littorio, agli incrociatori pesanti Trento e Gorizia ed ai cacciatorpediniere Granatiere, Maestrale, Alpino, Bersagliere, Corazziere, Carabiniere, Oriani, Gioberti ed Usodimare, della forza di appoggio all'operazione di convogliamento per la Libia «M 42» (due convogli composti in tutto dai mercantili Monginevro, Napoli, Ankara e Vettor Pisani scortati dai cacciatorpediniere Saetta, Da Recco, Vivaldi, Da Noli, Malocello, Pessagno e Zeno, entrambi partiti da Taranto e diretti a Bengasi – l’Ankara ed il Saetta – e Tripoli – le altre unità –); le navi giunsero indenni a destinazione il 18, mentre il gruppo d'appoggio prese parte ad un inconclusivo scontro con una formazione britannica che prese il nome di prima battaglia della Sirte, nella quale comunque il Fuciliere non ebbe un particolare ruolo.
Alle 10.15 del 3 gennaio 1942 salpò da Messina unitamente ai cacciatorpediniere Bersagliere, Vivaldi, Da Recco ed Usodimare per scortare a Tripoli, nell'ambito dell'operazione «M 43» (tre convogli per la Libia con in mare complessivamente 6 mercantili, 6 cacciatorpediniere e 5 torpediniere), un convoglio composto dalle moderne motonavi Nino Bixio, Lerici e Monginevro: tutti i mercantili giunsero a destinazione il 5 gennaio.
Il 22 gennaio fece parte – insieme agli incrociatori Attendolo, Duca degli Abruzzi e Montecuccoli ed ai cacciatorpediniere Bersagliere, Carabiniere ed Alpino – della forza per l'appoggio ravvicinato all'operazione «T. 18» (un convoglio formato dal trasporto truppe Victoria – partito da Taranto – e dai cargo Ravello, Monviso, Monginevro e Vettor Pisani – salpati da Messina –, con un carico di 15.000 tonnellate di materiali, 97 carri armati, 271 automezzi, 1467 uomini e la scorta dei cacciatorpediniere Vivaldi, Malocello, Da Noli, Aviere, Geniere e Camicia Nera e delle torpediniere Orsa e Castore); il convoglio arrivò a Tripoli il 24, subendo però la perdita della Victoria, affondata da due attacchi di aerosiluranti.
All'una di notte del 22 marzo 1942, insieme al resto XIII Squadriglia Cacciatorpediniere (Bersagliere ed Alpino, cui era stato temporaneamente aggregato anche il cacciatorpediniere Lanciere), lasciò Messina unitamente agli incrociatori Trento, Gorizia e Bande Nere. Congiuntasi con il resto della squadra navale italiana, la formazione partecipò quindi alla seconda battaglia della Sirte, nella quale il Fuciliere non ebbe un ruolo di rilievo.
Partecipò alle grandi battaglie aeronavali di Mezzo giugno (12-16 giugno 1942) e Mezzo agosto (11-13 agosto 1942).
Nel corso del 1942 la nave fu sottoposta a lavori che videro l'eliminazione del pezzo illuminante e l'imbarco di 4 mitragliere da 20 mm e di un ecogoniometro.
Nel 1943 subì altre modifiche: il complesso lanciasiluri poppiero fu sostituito con 2 mitragliere Breda 37/54 mm e venne imbarcato un radar EC3/ter «Gufo».

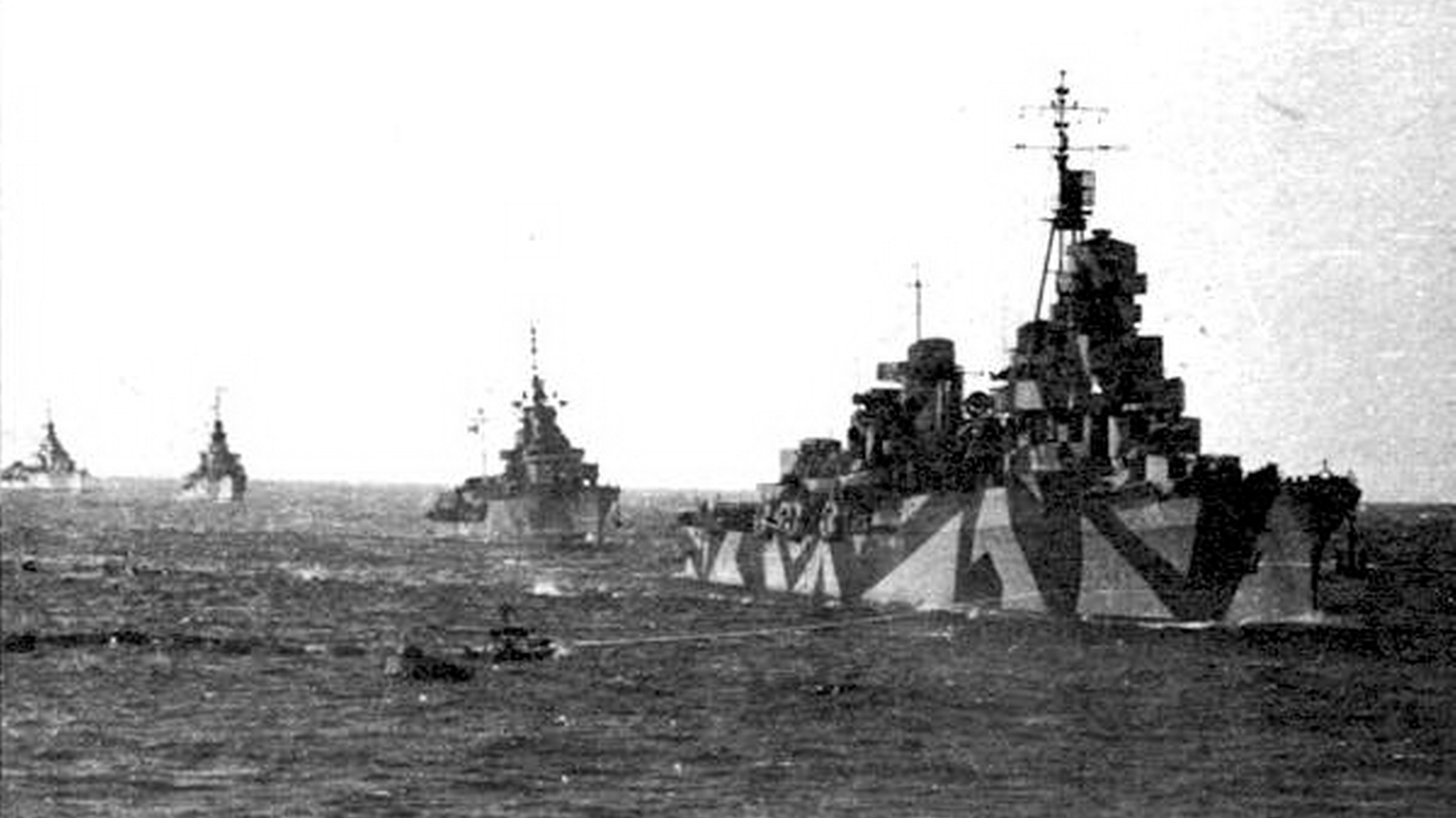
Regolo, Mitragliere, Fuciliere e Carabiniere in linea di fila al rientro a Taranto il 23 gennaio 1945. Il Fuciliere è la terza unità da destra

Alla proclamazione dell'armistizio, la nave salpò da La Spezia con il resto della squadra navale (corazzate Italia, Vittorio Veneto e Roma, incrociatori leggeri Giuseppe Garibaldi, Attilio Regolo, Duca degli Abruzzi, Eugenio di Savoia, Duca d’Aosta, Montecuccoli, cacciatorpediniere Artigliere, Mitragliere, Legionario, Carabiniere, Velite, Grecale, Oriani) per consegnarsi agli Alleati a Malta. Alle 15.15 del 9 settembre, tuttavia, la formazione fu attaccata da bombardieri Dornier Do 217 tedeschi: dapprima fu leggermente danneggiata la corazzata Italia (da una bomba caduta vicino allo scafo), poi, alle 15.42, la corazzata Roma fu raggiunta da una bomba-razzo che, perforati tutti i ponti, scoppiò sotto la chiglia provocando gravi danni tra i quali una falla nello scafo, danni alle artiglierie contraeree e un locale macchine fuori uso (con riduzione della velocità a 16 nodi); dieci minuti più tardi la stessa nave fu centrata da una seconda bomba in corrispondenza di un deposito munizioni: devastata da una colossale deflagrazione, la Roma si capovolse ed affondò, spezzandosi in due, in 19 minuti, portando con sé 1393 uomini. Alle 16.07 la XII Squadriglia cui apparteneva il Fuciliere (comandato dal capitano di fregata Uguccione Scroffa) insieme a Mitragliere e Carabiniere, venne mandata a soccorrere la nave in affondamento; i tre cacciatorpediniere trassero in salvo in tutto 503 uomini (altri 119 furono salvati dall'incrociatore leggero Attilio Regolo e dalle torpediniere Orsa, Pegaso ed Impetuoso); il Mitragliere e le altre unità diressero quindi per Porto Mahon nelle Baleari, ove giunsero alle 8.30 sbarcando i naufraghi della Roma.
Il 10 settembre 1943 Mitragliere, Fuciliere, Carabiniere e Regolo vennero internati nella rada di Porto Mahon, ove rimasero sino al 21 gennaio 1945, quando poterono rientrare in Italia (analoga sorte ebbe l’Orsa, mentre Pegaso ed Impetuoso preferirono autoaffondarsi).

### Comandanti
Capitano di fregata Francesco Luigi Padolecchia (nato a Massa Carrara il 6 novembre 1899) (10 gennaio 1939 - febbraio 1940)
Capitano di fregata Alfredo Viglieri (nato a Sarzana il 2 luglio 1900) (febbraio 1940 - 28 giugno 1941)
Capitano di fregata Giulio Cerrina Feroni (nato a Firenze l'11 marzo 1900) (luglio 1941 - febbraio 1942)
Capitano di fregata Umberto Del Grande (nato a Freiburg il 12 marzo 1900) (febbraio - ottobre 1942)
Capitano di fregata Uguccione Scroffa (nato a Ferrara il 20 giugno 1899) (10 giugno 1943 - giugno 1944)

### La cessione all'Unione Sovietica
Finita la guerra, il trattato di pace previde l'assegnazione del Fuciliere all'Unione Sovietica come risarcimento dei danni di guerra.

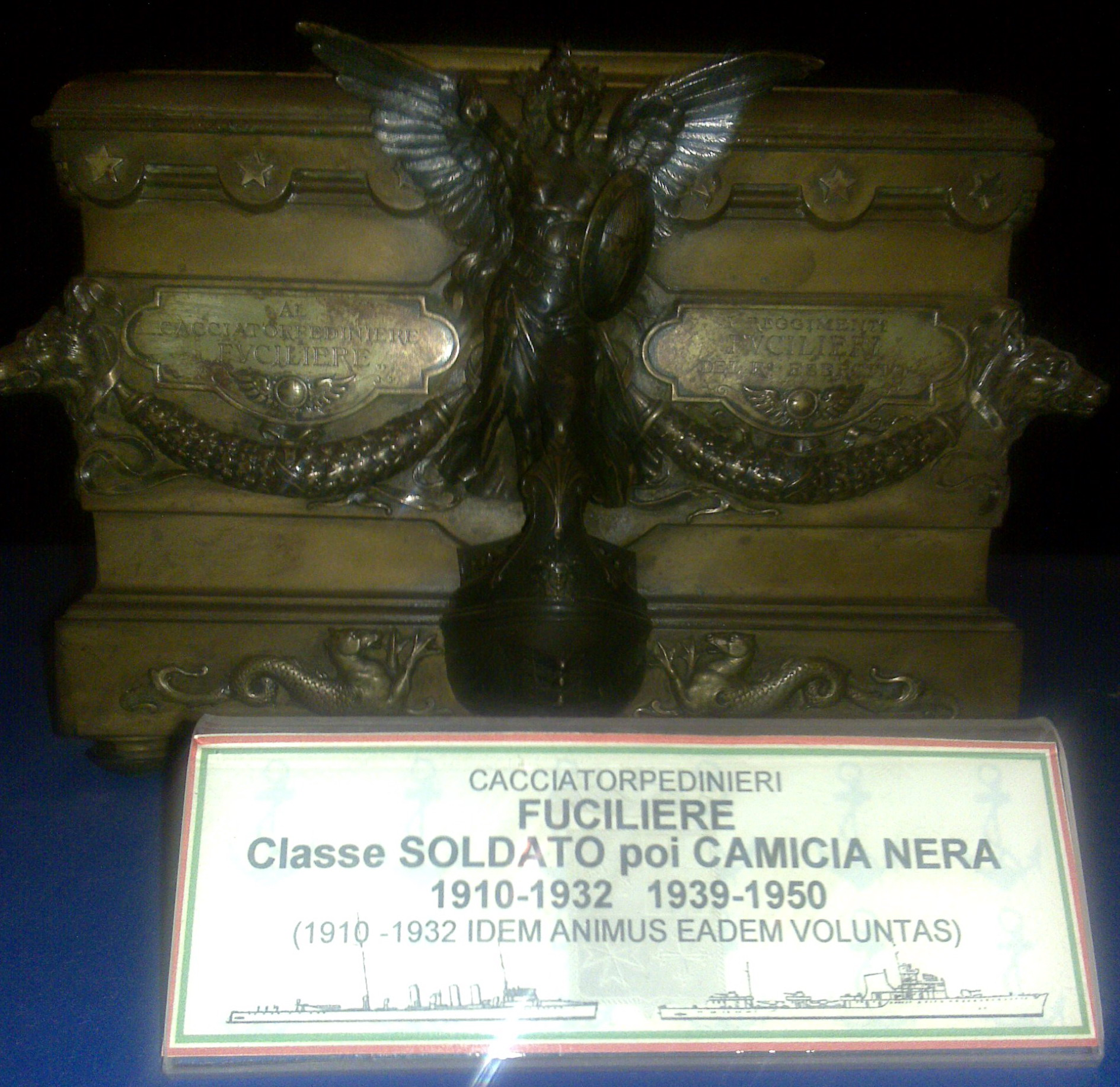
Il cofano della bandiera di guerra del Fuciliere al Sacrario delle Bandiere

La consegna dell'unità e di quasi tutte le altre navi destinate ai sovietici sarebbe dovuto avvenire nel porto di Odessa. Il trasferimento sarebbe dovuto avvenire con equipaggi civili italiani sotto il controllo di rappresentanti sovietici e con le navi battenti bandiera della Marina Mercantile, con le autorità governative italiane responsabili delle navi sino all'arrivo nei porti dove era prevista la consegna. Per prevenire possibili sabotaggi, le navi dei primi due gruppi sarebbero state condotte ai porti di destinazioni senza munizioni a bordo, che sarebbero state trasportate successivamente a destinazione con normali navi da carico.
Denominato Z 20, il cacciatorpediniere raggiunse Odessa con un equipaggio della marina mercantile, entrando a far parte della Marina Sovietica il 10 (o 31) gennaio 1950.
L'ex Fuciliere cambiò più volte il nome assegnato: inizialmente rinominata Nastoitchivyi e poi Byedovyi, ebbe il nome definitivo di Legkij (in russo: Легкий) dopo la consegna.
La nave nella Marina sovietica venne inquadrata nella Flotta del Mar Nero e al cui comando venne designato il Capitano di 2º rango Kostantin Staricyn.
Il 30 dicembre 1954, la nave venne privata del suo armamento e classificata nave bersaglio con la denominazione CL 57.
Nel marzo 1958 venne utilizzata come nave di addestramento statico ed assegnata alla 78ª Brigata di addestramento per essere poi radiata il 21 gennaio 1960. Fu successivamente avviata alla demolizione.
Il cofano della bandiera di guerra del Fuciliere è conservato a Roma al Sacrario delle bandiere del Vittoriano ed è lo stesso cofano in cui era conservata la bandiera di guerra del precedente omonimo cacciatorpediniere varato nel 1909.